# Naomi Osaka
Naomi Osaka (Osaka, 16. listopada 1997.), japanska je tenisačica haićanskog podrijetla, prva Japanka koja je igrala i osvojila završnicu nekog Grand Slam turnira, što je ostvarila osvajanjem US Opena pobjedom nad legendarnom američkom tenisačicom Serenom Williams 2018. godine. Početkom iste godine, osvojila je i svoj prvi WTA naslov na turniru u Indian Wellsu.
Profesionalnim natjecateljskim tenisom bavi se od 2014. godine, kada je upisana u Japanski teniski savez. Na svom prvom nastupu na nekom od Grand Slam natjecanja, na Australian Openu 2015. došla je do trećeg kola u kojem ju je zaustavila dvostruka osvajačica tog natjecanja, Bjeloruskinja Viktorija Azarenka. Iste, debitantske, sezone sitgla je i do trećeg kola Roland Garrosa u kojem je izgubila od bivše finalistice, Rumunjke Simone Halep. Prije toga pobijedila je buduću osvajačicu Jelenu Ostapenko i Mirjanu Lučić-Baroni, tada mnogo »zvučnija« imena u ženskom tenisu. Debitantsku godinu okrunila je dostizanjem trećeg kola i na US Openu (ovaj put zaustavila ju je Amerikanka Madison Keys), koji je tri godine kasnije i osvojila.
Nakon osvajanja US Opena 2018. osvajala je titulu Grand Slama četiri godine uzastopce. 2019. godine dosegla je najviši plasman u karijeri, prvo mjesto na WTA ljestvici. Uvrštena je na Timeovu godišnju listu 100 najutjecajnijih ljudi na svijetu 2019., 2020. i 2021. godine. Također je imenovana Laureusovom svjetskom sportašicom 2021. godine.
Imala je čast upaliti olimpijski plamen na otvorenju Olimpijskih igara u Tokiju 23. srpnja 2021. godine.

## Aktivizam
Nakon ubojstva George Floyda priključila se Black Lives Matter prosvjedima i počela otvoreno govoriti o rasizmu u SAD-u i ostatku svijeta. Tijekom US Opena 2020. godine tijekom pandemije COVID-19 nosila je sedam različitih maski za lice s imenima ubijenih crnaca od strane američkih policajaca. Nakon što je osvojila turnir, Osaka je rekla da su maske bile način korištenja njezine platforme u znak protesta protiv nepravde i zagovaranja da crni životi jednako vrijede.
U knjizi za Michaela Holdinga izjavila je da je počela javno govoriti o tom problemu jer "vjeruje u BLM pokret i želi uz pomoć svoje platforme napraviti pozitivni pomak jer šutnja nikad nije odgovor".

## Vanjske poveznice
- [neaktivna poveznica] pri naomiosaka.com